# Sare
Sare é uma comuna francesa na região administrativa da Nova Aquitânia, no departamento dos Pirenéus Atlânticos. Estende-se por uma área de 51,35 km². Em 2010 a comuna tinha 2 707 habitantes (densidade: 52,7 hab./km²).
Pertence à rede das As mais belas aldeias de França.